# Triple Agent
Triple Agent ist ein Film von Éric Rohmer aus dem Jahr 2004.

## Handlung
Paris, 1936, 1937. Arsinoé und Fjodor Voronine führen ein zurückgezogenes Privatleben. Sie ist Griechin und widmet sich vor allem ihrer Malerei. Er ist Russe und Funktionär einer exil-russischen Organisation. Im Alter von nur zweiundzwanzig Jahren hatte er es zum General in der Weißen Armee gebracht, war dann aber nach ihrer Niederlage im Russischen Bürgerkrieg ins Exil gegangen. In jener in Paris ansässigen Organisation der Exil-Russen ist er zweiter Mann hinter ihrem Präsidenten, General Dobrinsky, und dort zuständig für den „Nachrichtendienst“, was verbunden ist mit zahlreichen Reisen ins Ausland.
Dass ein Mann, der für den „Nachrichtendienst“ zuständig ist, selbst seiner Ehefrau nicht alles über seine berufliche Tätigkeit sagen kann, ist beiden klar. Aber dass Arsinoé von anderen erfahren muss, wo Fjodor sich aufgehalten hat, mit wem er sich getroffen hat, und dass er auf ihre Nachfragen wieder und wieder mit einem unschuldig spielenden „ach, habe ich das gar nicht erzählt ?“ reagiert, das steht mehr und mehr zwischen ihnen.
Diese Situation dauert schon länger an, und sie spitzt sich zu, als er versucht, sie sogar bewusst zu täuschen. Von einer seiner Reisen schickt er eine Postkarte aus Brüssel. In Brüssel war er jedoch nur auf der Durchreise – auf der Durchreise nach Berlin, wo er sich, wie er ihr später gestehen wird, mit einem ranghohen Nazi, mit Heydrich, getroffen hat.
Trotz dieser angespannten Situation gibt es aber auch eine andere Seite in der Beziehung Fjodors zu Arsinoé. Immer stärker leidet sie unter Beschwerden der Lunge und Schmerzen im Fuß, als deren Ursache später Knochentuberkulose diagnostiziert wird. Wenn er dafür sorgt, dass sie aus der Stadt aufs Land ziehen, dann wirkt er durchaus als liebevoller Ehemann. Oder hat er doch die ganze Zeit nur seine eigene Karriere vor Augen? Denn was ist davon zu halten, wenn er mit der Überlegung spielt, nach Russland – in die UdSSR – zurückzugehen? Dort sei die Medizin weit fortgeschritten und nach Stalins Säuberungen suche man erfahrene Militärs.
Dazu kommt es nicht. Im September 1937 wird General Dobrinsky vor den Augen Fjodors in einen Wagen gedrängt und entführt. Nicht ausgeschlossen, dass Fjodor dabei von den Entführern überrumpelt wurde. So jedenfalls will er es Arsinoé weismachen. Viel wahrscheinlicher allerdings, dass er selbst Dobrinsky in einen Hinterhalt gelockt hat.
Die Wahrheit wird man nie erfahren. Fjodor Voronine flieht, bevor es zu spät ist für ihn.

## Hintergrund
Der Handlung des Films, eher: den in den Dialogen erörterten Ereignissen, liegen tatsächliche Geschehnisse zugrunde. Im September 1937 wurde Jewgeni Miller, Präsident der Russischen All-Militärischen Union, in Paris entführt und in die Sowjetunion gebracht, wo er später hingerichtet wurde. An dem Komplott gegen Miller war maßgeblich Nikolai Skoblin, Vorbild für die Figur des Fjodor Voronine, beteiligt.
Auch ein Treffen Skoblins mit Heydrich gilt als historisch gesichert. Es ging dabei um gefälschte, Marschall Tuchatschewski belastende Dokumente.
Den zeitgeschichtlichen Hintergrund vergegenwärtigt der Film immer wieder, indem wesentliche Ereignisse der damaligen Zeit durch Ausschnitte aus Kino-Wochenschauen (dafür jeweils die eigentliche Handlung unterbrechend) bzw. durch Radio-O-Töne (als Teil der Handlung) präsentiert werden, so u. a. der Wahlsieg der französischen Volksfront 1936, der Spanische Bürgerkrieg, die Eröffnung der Weltausstellung 1937 in Paris.

## Entstehung und Produktion
Rohmer, der sein Leben lang stark an Geschichte und vergangenen Epochen interessiert war, realisierte außerhalb seiner drei großen Filmzyklen insgesamt fünf Historienfilme: Die Marquise von O. (1976), Perceval le Gallois (1978), Die Lady und der Herzog (2001), Triple Agent (2004) und Astrée und Céladon (2007). Zu Triple Agent ließ er sich durch die Bekanntschaft mit Irène Skoblin anregen, einer Nichte von Nikolai Skoblin, die er bereits seit den späten 1960er Jahren kannte und die unter anderem die beiden Frauenfiguren von Claires Knie inspiriert hattet. Rohmer und Skoblin trafen sich in den Jahren 2001 und 2002 regelmäßig, während der Regisseur immer wieder neue Entwürfe des Szenarios verfasste. Durch ihre Sicht auf ihren Onkel zeichnete Rohmer seine Filmfigur ambivalenter, während der reale Skoblin allgemein als Verräter gilt.
Neben Skoblins Erzählungen beruht Triple Agent auch auf autobiografischen Erinnerungen Rohmers, der die 1930er Jahre als Heranwachsender erlebte, der nach Paris zog und das Lycée Henri IV besuchte. Noch stärker spielen nach seinen eigenen Aussagen jedoch seine literarischen Erinnerungen in den Film, die Romane Die Brüder Karamasow und Die Dämonen von Dostojewski, Balzacs Eine dunkle Affäre, Conrads Der Geheimagent und Nabokovs erste englischsprachige Kurzgeschichte Der Regieassistent. Andere Einflüsse kamen vom Film, namentlich Alfred Hitchcocks Filme Vertigo und Sklavin des Herzens sowie Fritz Langs Jenseits allen Zweifels.
Für die beiden Hauptfiguren suchte Rohmer einen russischen Schauspieler und eine griechische Schauspielerin. Während letztere in Katerina Didaskalou rasch gefunden war, die in Griechenland neben TV-Auftritten vor allem für ihre Verkörperung der Hohepriesterin der Olympischen Spiele bekannt war, als die sie bei drei Olympiaden das Feuer entzündet hatte, fand Rohmer lange keinen russischen Schauspieler im passenden Alter. Schließlich griff er auf den russischstämmigen Serge Renko zurück, mit dem er 1995 bereits eine Episode von Rendezvous in Paris gedreht hatte. Dieser musste allerdings die russische Sprache für die wenigen Szenen in Russisch erst lernen und sprach am Ende mit ukrainischem Akzent.
Die Dreharbeiten fanden vom 20. März bis 15. Mai 2003 statt. Beinahe der gesamte Film wurde in Studios gedreht mit Ausnahme einiger Außenaufnahmen am Porte d’Auteuil und in der Rue Lecourbe. Rohmer arbeitete mit seinem gewohnten Filmteam, der Kamerafrau Diane Baratier und dem Toningenieur Pascal Ribier. Mit Amanda Langlet hatte er bereits die Filme Pauline am Strand und Sommer gedreht. Eine weitere Schauspielerin aus seinem Umfeld, Charlotte Véry aus Wintermärchen, ließ er Arsinoés Bilder malen: traditionelle, figurative Kunst im Stile einer Tamara de Lempicka.

## Rezeption
Seine Uraufführung hatte Triple Agent am 15. Februar 2004 bei den Berliner Filmfestspielen. Der reguläre Kinostart war am 17. März desselben Jahres.
Nahezu alle Kommentatoren stellten in den Vordergrund, einerseits bewege sich Rohmer auf für ihn ungewohntem Terrain, einer Agenten-Intrige aus der Zeit der Volksfront. Andererseits sei auch Triple Agent ein typischer Rohmer-Film, in dem es wieder „vor allem auch um das Reden, das Zwiegespräch, das Sich-Äußern, den Umgang mit Sprache (geht) – was sie verbirgt, wie sie eingesetzt wird, was sie bewirkt“, (dass) „man ... sich, quasi naturnotwendig, in sie verstrickt“.
Zwei Beispiele aus Kommentaren, die unmittelbar nach der Premiere auf der Berlinale erschienen:
Ekkehard Knörer: „Die Wahrheit, die Politik, alles unterliegt dem Ränkespiel, in dem, das ist nur die konsequente Pointe, auch Woronin selbst, dem Hauptbeteiligten, nicht mehr klar ist, ob er die Figuren des Spiels noch führt oder selbst geführte Figur ist. Und nur einer behält den Überblick über das Spiel, sein Regisseur und Autor, der für die überaus raffinierte Einfachheit, mit der das alles in Szene gesetzt ist, nur zu bewundern ist: Eric Rohmer.“
Diedrich Diederichsen: „Bei Rohmer waren Liebende jahrzehntelang konstruiert wie politisch Handelnde: Sie hatten Interessen, Überzeugungen und ... vor allem Geheimnisse. Logisch, dass der 84-Jährige nun an einer Serie arbeitet, die diese Liebespolitik vor der Kulisse historischer Unübersichtlichkeiten entfaltet.“
Die französische Kritik war wohlwollend, aber nicht begeistert und der Film blieb in der Öffentlichkeit weitgehend  unbeachtet, vor allem wenn man ihn mit seinem intensiv diskutierten Vorgänger Die Lady und der Herzog verglich. Mit gerade einmal 60.000 Kinobesuchern war er einer der wenigen Filme Rohmers, der sein Budget nicht wieder einspielte, was Rohmer sehr enttäuschte, der Triple Agent für einen seiner besten Filme hielt.

## DVD
Der Film liegt in verschiedenen DVD-Veröffentlichungen vor, u. a. ist er 2005 erschienen bei Artificial Eye.